# Vera Carmi
Virginia Doglioli, connue sous le nom de scène Vera Carmi, née le 23 novembre 1914 à Turin et morte le 6 septembre 1969 à Rome, est une actrice italienne.

## Biographie
Après avoir commencé dans le théâtre à Turin, Vera Carmi se rend à Rome où elle est prise en 1940 pour son premier film Addio giovinezza!, sous la direction de Ferdinando Maria Poggioli. Elle travaille au cinéma jusqu'à la fin des années 1950, où elle s'exprime dans un registre souvent tamisé et mélancolique.

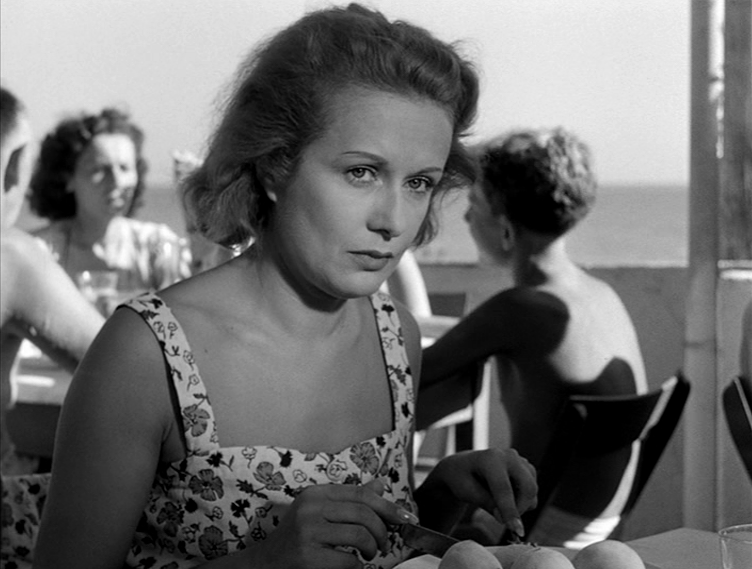
Vera Carmi dans le film Dimanche d'août (1949)

On se souvient d'elle comme second rôle dans le film Dimanche d'août (Domenica d'agosto) où elle joue la très douce veuve qui fascine Emilio Cigoli.
Dans l'immédiat après-guerre, elle participe à des spectacles de revues de théâtre, avec Garinei et Giovannini. Ce genre de spectacle recrutait de nombreuses anciennes stars de cinéma, à cause de la difficulté de travailler pour le cinéma dans le contexte de la crise de l'après-guerre.
Au théâtre dramatique, elle joue au sein de la compagnie d'Eduardo De Filippo pendant les saisons 1949-1950 et 1951-1952 dans les comédies les plus célèbres de l'auteur et réalisateur napolitain.
Ses apparitions aux émissions radiophoniques de la RAI sont rares, mais mémorables, aussi bien dans les comédies que dans les drames radiodiffusés. Dans les années 1950, elle fera également de rares apparitions télévisées dans de mises en scène typiques de cette époque.
Elle meurt à Rome en 1969, à 54 ans.

## Filmographie

### Au cinéma
- 1940 : Adieu Jeunesse ! (|Addio giovinezza!) de Ferdinando Maria Poggioli
- 1941 : L'amore canta (it) de Ferdinando Maria Poggioli
- 1941 : Un marito per il mese di aprile (it) de Giorgio Simonelli
- 1941 : Villa da vendere (it) de Ferruccio Cerio
- 1941 : Il cavaliere senza nome (it) de Ferruccio Cerio
- 1942 : La fortuna viene dal cielo d'Ákos Ráthonyi
- 1942 : Una volta alla settimana d'Ákos Ráthonyi
- 1942 : Redenzione (it) de Marcello Albani
- 1942 : Giorni felici de Gianni Franciolini
- 1942 : Labbra serrate de Mario Mattoli
- 1943 : Due cuori fra le belve de Giorgio Simonelli
- 1943 : Ho tanta voglia di cantare de Mario Mattoli
- 1943 : La vispa Teresa de Mario Mattoli
- 1943 : Il fidanzato di mia moglie (it) de Carlo Ludovico Bragaglia
- 1943 : La signora in nero de Nunzio Malasomma
- 1943 : Finalmente si! de László Kiss
- 1943 : 07... Taxi d'Alberto D'Aversa (it)
- 1944 : Circo equestre Za-bum de Mario Mattoli
- 1945 : I dieci comandamenti de Giorgio Walter Chili
- 1945 : Le miserie del signor Travet de Mario Soldati
- 1946 : O sole mio de Giacomo Gentilomo
- 1946 : Addio, mia bella Napoli! (it) de Mario Bonnard
- 1946 : Tempesta d'anime de Giacomo Gentilomo
- 1946 : Le modelle di via Margutta (it) de Giuseppe Maria Scotese
- 1946 : Trepidazione de Toni Frenguelli
- 1947 : Noël au camp 119 (Natale al campo 119) de Pietro Francisci
- 1947 : Sept Ans de malheur (Come persi la guerra) de Carlo Borghesio
- 1948 : Il fiacre n° 13 de Mario Mattoli
- 1949 : Sono io l'assassino de Roberto Bianchi Montero
- 1949 : L'isola di Montecristo (it) de Mario Sequi
- 1949 : Dimanche d'août (Domenica d'agosto) de Luciano Emmer
- 1950 : Le due sorelle de Mario Volpe
- 1951 : Buon viaggio, pover'uomo (it) de Giorgio Pàstina
- 1951 : Milano miliardaria de Vittorio Metz et Marcello Marchesi
- 1951 : Anema e core de Mario Mattoli
- 1952 : Prisonnière des ténèbres (La cieca di Sorrento) de Giacomo Gentilomo
- 1952 : Agenzia matrimoniale (it) de Giorgio Pàstina
- 1953 : Penne nere de Oreste Biancoli
- 1953 : La figlia del reggimento (it) de Tullio Covaz
- 1953 : Ti ho sempre amato! de Mario Costa
- 1953 : In amore si pecca in due de Vittorio Cottafavi
- 1953 : Passione (it) de Max Calandri (it)
- 1954 : Appassionatamente (film, 1954) (it) de Giacomo Gentilomo
- 1954 : Trieste, cantico d'amore de Max Calandri
- 1954 : Haine, Amour et Trahison (Tradita) de Mario Bonnard
- 1954 : Ho pianto per te de Gino Rippo
- 1955 : Amici per la pelle de Franco Rossi
- 1955 : Les Anges aux mains noires (La ladra) de Mario Bonnard
- 1955 : Mai ti scorderò (it) de Giuseppe Guarino
- 1955 : Prisonniers du mal (Prigionieri del male) de Mario Costa
- 1957 : I miliardari de Guido Malatesta

### Revues théâtrales
- 1943 au théâtre : Ritorna Za-Bum, de Marcello Marchesi et Mario Mattoli
- 1948 : Al Grand Hotel, di Garinei et Giovannini, avec Wanda Osiris, Dolores Palumbo, Giuseppe Porelli, Gianni Agus et Erno Crisa

### Émissions radiophoniques
- 28 juillet 1959 : Le voci di dentro (it), d'Eduardo De Filippo, avec Titina De Filippo, Rosita Pisano, Eduardo De Filippo, Aldo Giuffré et Antonio La Raina (it), réalisation de l'auteur.

### Source de la traduction
- (it) Cet article est partiellement ou en totalité issu de l’article de Wikipédia en italien intitulé « Vera Carmi » (voir la liste des auteurs).